# Max Bock (Politiker, 1888)
Max Bock (* 31. Dezember 1888 in Pennewitz, Thüringen; † 20. August 1953 in Frankfurt am Main) war ein hessischer Politiker (SPD) und Abgeordneter des Hessischen Landtags.

## Leben
Max Bock absolvierte nach der Volksschule eine Lehre als Schmied. Ab 1907 war er politisch organisiert, Mitglied im Deutschen Metallarbeiter-Verband (DMV) und 1919–1921 Gewerkschaftssekretär in Eisenach. Nach einer Fortbildung in den Jahren 1921/22 bei der soeben gegründeten Akademie der Arbeit in Frankfurt (Main) war Bock in den folgenden sechs Jahren bis 1928 Gewerkschaftssekretär in Herborn und Saarbrücken sowie Mitglied des Landesvorstandes der SPD im Saargebiet. 1933 wurde er der Funktion des Gewerkschaftssekretärs enthoben und er ging zurück nach Saarbrücken, wo er die Leitung des DMV übernahm, bis 1935 das Saargebiet nach der Saarabstimmung zurück an das Deutsche Reich fiel. Zuvor hatte er sich entsprechend der Politik der Sozialdemokratischen Partei des Saargebietes aktiv gegen die Rückkehr des Saargebietes an das Deutsche Reich engagiert.
Bock floh nach Luxemburg und organisierte dort den Landesverband der „Auslandsvertretung der deutschen Gewerkschaften“ bis zum Anschluss Luxemburgs im Juni 1940. Er stand in Kontakt nicht nur zu mehreren Widerstandsgruppen im Reichsgebiet, sondern er hielt auch Verbindung zu mehreren bedeutenden Gewerkschaftsemigranten wie Fritz Tarnow, Heinrich Schliestedt und Hans Jahn. Anfang Juni 1940 wurde er verhaftet und wegen „Vorbereitung zum Hochverrat“ im Zusammenhang mit seinen illegalen Widerstandstätigkeiten gegen das NS-Regime vom Oberlandesgericht Hamm zu drei Jahren Zuchthaus verurteilt. 1941 bis 1944 war Bock in Altenhagen bei Bielefeld inhaftiert, von Januar bis Oktober 1944 im KZ Buchenwald und anschließend bis zur Befreiung durch die britischen Truppen im KZ Neuengamme.
Ab Januar 1946 arbeitete Bock wieder hauptamtlich für die Gewerkschaften in Frankfurt am Main und wurde Mitglied des Bundesvorstandes der IG Metall. Er war in Hessen aktiv am Wiederaufbau der Gewerkschaften beteiligt. Vom 1. Dezember 1950 bis 20. August 1953 war er Mitglied des Hessischen Landtags.